# Симоцукэ (провинция)

Провинция Симоцукэ на карте Японии со старым административным делением (выделена красным).

Провинция Симоцукэ (яп. 下野国 симоцукэ но куни, «Страна Симоцукэ» или 野州 я:сю:, «провинция Симоцукэ») — историческая провинция Японии в регионе Канто на востоке острова Хонсю. Соответствует современной префектуре Тотиги.

## История
Издревле Симоцукэ входила в состав Кэну-но куни (яп. 毛野国), государства прото-айнских племён эмиси, которое в VII веке было разделено яматоскими монархами на две административные единицы — Симоцукэну (яп. 下毛野, «нижнее Кэну») и Камицукэну (яп. 上毛野, «верхнее Кэну»). В дальнейшем Симоцукэну стало читаться как Симоцукэ. Её провинциальное правительство находилось в современном городе Тотиги.
Поскольку земли провинции были населены эмиси, центральное правительство привлекло их вождей к руководству страной, предоставив им одинаковые права с яматоской аристократией, тем самым обеспечив мирную ассимиляцию этого региона.
Провинция Симоцукэ также была одним из мест зарождения самурайства. Оно служило щитом между яматоским двором и эмиси, которые жили на севере острова Хонсю. В XII веке местная знать сплотилась вокруг рода Минамото, который основал первое самурайское правительство — сёгунат.
В XIV—XV веках провинция Симоцукэ поочерёдно принадлежала родам Асикага, Ояма, Юки и Уцуномия. На протяжении XVI века эти самурайские роды находились под протекторатом рода Го-Ходзё.
В период Эдо (1603—1867) на территории Симоцукэ был образован ряд мелких владений хан, самым крупным из которых владели роды Тода, Окубо и Тории.
В результате административной реформы в 1871 году провинция Симоцукэ была преобразована в префектуру Тотиги.

## Уезды провинции Симоцукэ
- Асикага (яп. 足利郡)
- Асо (яп. 安蘇郡)
- Кавати (яп. 河内郡)
- Насу (яп. 那須郡)
- Самукава (яп. 寒川郡)
- Сиоя (яп. 塩谷郡)
- Хага (яп. 芳賀郡)
- Цуга (яп. 都賀郡)
- Янада (яп. 梁田郡)